# Stanford-fængselseksperimentet
Stanford-fængselseksperimentet (SPE) var et socialpsykologisk eksperiment, der, med fokus på kampen mellem fanger og fængselsbetjente, forsøgte at undersøge de psykologiske virkninger af opfattet magt. Det blev udført på Stanford University d. 14. til d. 20. august 1971 af en forskningsgruppe ledet af psykologiprofessor Philip G. Zimbardo ved hjælp af universitetsstuderende.  I undersøgelsen blev frivillige, ved plat eller krone, udpeget til enten at være "vagter" eller "fanger" i et falsk fængsel, hvor Zimbardo selv fungerede som superintendent. Flere "fanger" forlod imidlertid midtvejs, og hele eksperimentet blev opgivet efter kun seks dage. Tidlige rapporter om de eksperimentelle resultater hævdede, at de studerende hurtigt omfavnede deres tildelte roller, og at nogle vagter håndhævede autoritære foranstaltninger og i sidste ende udsatte nogle fanger for psykologisk tortur, mens mange fanger passivt accepterede psykologiske overgreb og efter officerernes anmodning aktivt chikanerede andre fanger, der prøvede at stoppe det. Eksperimentet er beskrevet i mange introducerende socialpsykologiske lærebøger,  skønt nogle har valgt at udelukke det, fordi der undertiden er sat spørgsmålstegn ved dets metodologi. 